# Micralestes elongatus
Micralestes elongatus es una especie de peces de la familia Alestiidae en el orden de los Characiformes.

## Morfología
Los machos pueden llegar alcanzar los 6 cm de longitud total.
- Los machos adultos presentan dimorfismo sexual.[1][2]

## Alimentación
Come zooplancton, escarabajos y otros insectos.

## Hábitat
Es un pez de agua dulce y de clima tropical (22 °C-26 °C).

## Distribución geográfica
Se encuentran en África.